# غانتشوفيتس
غانتشوفيتس (بالبلغارية: Ганчовец)‏ قرية تقع إدارياً ضمن مقاطعة غابروفو في بلغاريا. ويبلغ عدد سكانها 159 نسمة حسب تعداد 15 مارس 2015. تعتمد غانتشوفيتس للبريد على الرمز البريدي 5397.